# Karl Weigl
Karl Weigl (ur. 6 lutego 1881 w Wiedniu, zm. 11 sierpnia 1949 w Nowym Jorku) – austriacki kompozytor.

## Życiorys
Uczył się u Antona Doora (fortepian) i Roberta Fuchsa (teoria) w Konserwatorium Wiedeńskim, pobierał też lekcje kompozycji u Alexandra von Zemlinsky’ego i uczęszczał na kurs muzykologii u Guido Adlera na Uniwersytecie Wiedeńskim. W 1903 roku uzyskał stopień doktora. Wykładał w Neues Wiener Konservatorium (1918–1928) i na Uniwersytecie Wiedeńskim (1930–1938). Po wcieleniu Austrii do III Rzeszy w 1938 roku wyemigrował do Stanów Zjednoczonych, w 1943 roku uzyskał obywatelstwo amerykańskie. Był wykładowcą Hartt School of Music w Hartford (1941–1942), Brooklyn College (1943–1945), Boston Conservatory (1945–1948) i Philadelphia Musical Academy (1948–1949).
Jego żoną była Vally Weigl. W swojej muzyce kontynuował wzorce romantyczne.

## Wybrane kompozycje
(na podstawie materiałów źródłowych)

### Utwory orkiestrowe
- 6 symfonii (I 1906, II 1922, III 1931, IV 1936, V 1945, VI 1947)
- Koncert na fortepian na lewą rękę i orkiestrę (1925)
- Koncert na skrzypce i orkiestrę (1928)
- Koncert na fortepian i orkiestrę (1931)
- Koncert na wiolonczelę i orkiestrę (1934)
- Rapsodia na fortepian i orkiestrę (1940)

### Utwory kameralne
- 8 kwartetów smyczkowych (I 1903, II 1906, III 1909, IV 1924, V 1933, VI 1939, VII 1942, VIII 1949)
- 2 sonaty skrzypcowe (I 1922, II 1937)
- sonata altówkowa (1939)